# 증성
증성(證聖, 측천문자 : 𨭻𨲢, 695년 정월 ~ 9월)는 무주(武周) 성신제(聖神帝) 측천무후(則天武后) 무조(武曌)의 다섯번째 연호이다. 약 10개월 동안 사용하였다. 

## 개원
- 연재(延載) 2년 정월(正月) 1일[1](694년 11월 23일)에 연호를 증성(證聖)으로 개원함.[2][3][4][5]

- 증성(證聖) 원년 9월 9일[6](695년 10월 22일)에 연호를 천책만세(天冊萬歲)로 개원함.[2][3][4][5]

## 연대 대조표
| 증성 | 서기(西紀)              | 간지(干支) |
| 원년 | 694년 11월 ~ 695년 10월 | 을미(乙未) |

## 삭일(1일)
| 증성 원년 (695년) | 삭일 (음력) | 율리우스력      |
| 정월 (11월)       | 신사 (辛巳) | 694년 11월 23일 |
| 납월 (12월)       | 경술 (庚戌) | 12월 22일       |
| 1월               | 경진 (庚辰) | 695년 1월 21일  |
| 2월               | 기유 (己酉) | 2월 19일        |
| 윤2월             | 기묘 (己卯) | 3월 21일        |
| 3월               | 무신 (戊申) | 4월 19일        |
| 4월               | 무인 (戊寅) | 5월 19일        |
| 5월               | 정미 (丁未) | 6월 17일        |
| 6월               | 정축 (丁丑) | 7월 17일        |
| 7월               | 정미 (丁未) | 8월 16일        |
| 8월               | 병자 (丙子) | 9월 14일        |
| 9월               | 병오 (丙午) | 10월 14일       |
| 10월              | 을해 (乙亥) | 11월 12일       |

## 같이 보기
- 중국의 연호 목록